# El Fangar

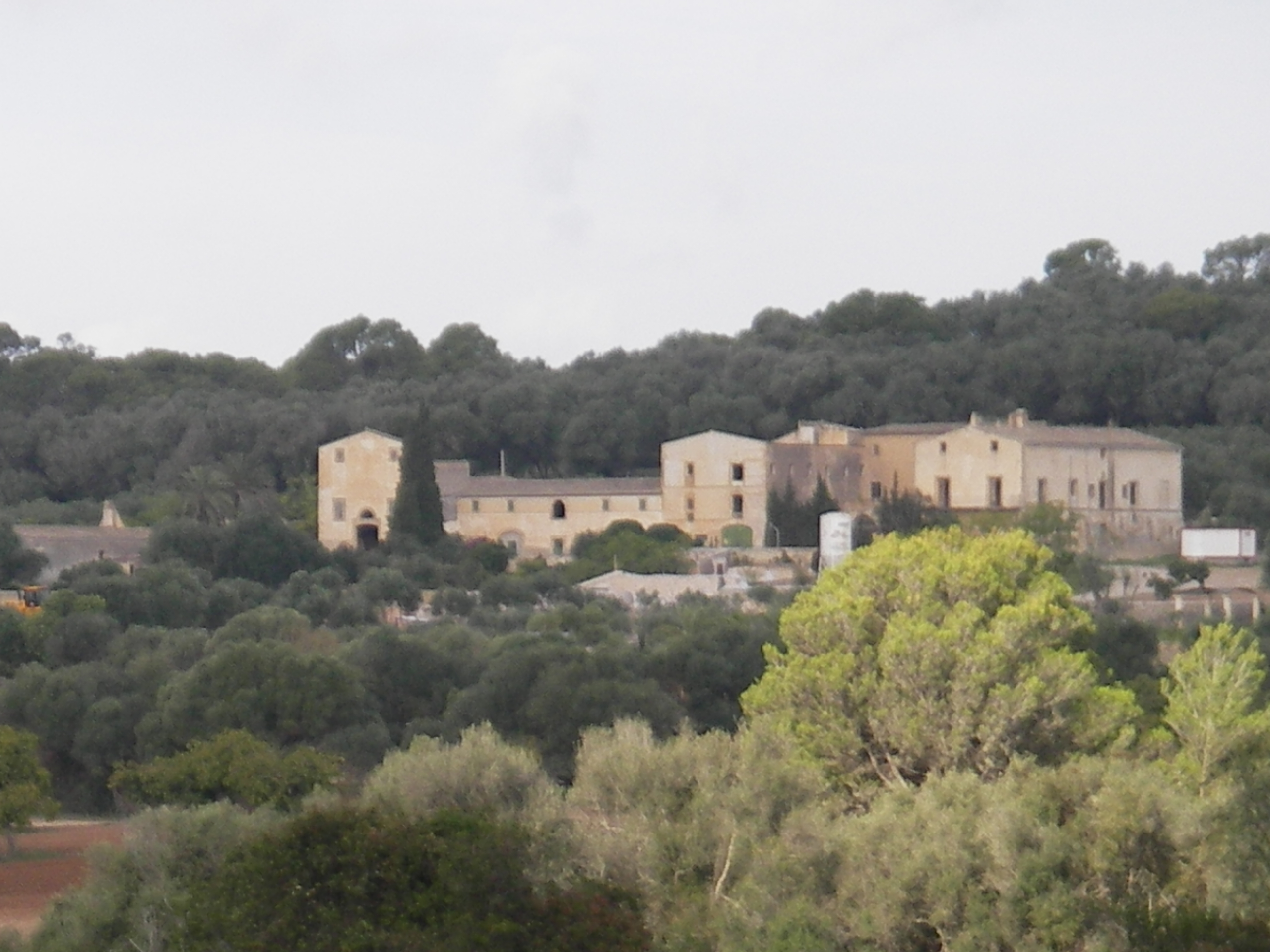
L'edifici principal de la possessió

El Fangar (popularment es Fangar) és una possessió del terme de Manacor situada al sud-est de Son Macià, tocant al terme de Felanitx. És la més gran del terme de Manacor i una de les més extenses de Mallorca. A partir del segle xv pertangué a la família Trullols, que a partir del segle xviii ostentaren el títol de Marquès de la Torre del Fangar; a començament del segle xx la va comprar la família Bonnín, i al segle xxi l'ha comprat una societat alemanya, a la qual pertany actualment. Una gran part de la finca està catalogada com a ANEI.